# Callynomes luzonica
Callynomes luzonica är en skalbaggsart som beskrevs av Schultze 1916. Callynomes luzonica ingår i släktet Callynomes och familjen Cetoniidae. Inga underarter finns listade.